# Хэллоуин 3: Сезон ведьм
«Хэллоуин 3: Сезон ведьм» (англ. Halloween III: Season of the Witch) — это американский научно-фантастический фильм ужасов 1982 года и третья часть серии фильмов о Хэллоуине. Это первый фильм, автором сценария и режиссёром которого стал Томми Ли Уоллес. Джон Карпентер и Дебра Хилл, создатели фильмов «Хэллоуин» и «Хэллоуин 2», вернулись в качестве продюсеров. «Хэллоуин 3» — единственный фильм в серии, в котором не фигурирует антагонист серии Майкл Майерс. После разочаровывающего приёма и кассовых сборов фильма Майкл Майерс был возвращён шесть лет спустя в фильме «Хэллоуин 4: Возвращение Майкла Майерса».
Фильм отошёл от жанра слэшера, к которому принадлежали все остальные части, и вместо этого получил «колдовскую» тематику с научно-фантастическими аспектами. Джон Карпентер и Дебра Хилл считали, что серия фильмов «Хэллоуин» могла бы стать антологией, в центре которой была бы ночь Хэллоуина, а каждое продолжение содержало бы своих персонажей, обстановку и сюжетную линию. Режиссёр Уоллес заявил, что было много идей для фильмов на тему Хэллоуина, некоторые из которых потенциально могли бы создать любое количество собственных продолжений, и что «Сезон ведьм» должен был стать первым.
Как и в других фильмах серии, ключевыми темами являются саспенс и напряжение, а также насилие над маленькими детьми. При бюджете в 2,5 миллиона долларов «Хэллоуин III» принёс прибыль, собрав в прокате США 14,4 миллиона долларов, хотя на тот момент он был наименее удачным фильмом из серии «Хэллоуин». Большинство критиков дали фильму отрицательные отзывы. Несмотря на такой приём, его переоценка в более поздние годы дала «Хэллоуину 3» новые легионы поклонников и создала ему репутацию самостоятельного культового фильма.
Это был последний фильм о Хэллоуине, выпущенный компанией Universal Pictures до выхода фильма «Хэллоуин» 2018 года спустя 36 лет. Это также последний фильм, в котором снялась Мэйди Норман до её смерти в 1998 году.

## Сюжет
23 октября в Северной Калифорнии владельца магазина Гарри Гримбриджа преследуют таинственные люди в костюмах, в руках у него маска для Хэллоуина в виде Фонаря-Джека. Он падает в обморок в магазине Уолтера Джонса, которого зовёт на помощь. Гарри доставляют в больницу и отдают на попечение доктору Дэниелу Чаллису, врачу-алкоголику, у которого натянутые отношения с бывшей женой и двумя детьми. Позже, той же ночью, Гарри убивает другой человек в костюме и сжигает себя в своей машине. После опознания его тела дочь Гарри Элли встречает Дэниела в баре и рассказывает, что обнаружила подозрительные факты, связанные со смертью её отца. Для расследования они отправляются на фабрику «Silver Shamrock» в Санта-Мире, Калифорния, где производятся маски для Хэллоуина. По прибытии они поселяются в мотеле, менеджер которого рассказывает, что Конал Кокран и его фабрика «Silver Shamrock Novelties», производитель популярных масок для Хэллоуина, являются источником процветания города. Во время регистрации Дэниел узнаёт, что Гарри тоже недавно был постояльцем мотеля.
Мардж Гуттман, ещё одна посетительница мотеля, обнаруживает микрочип на обратной стороне медальона одной из масок. Медальон испускает смертоносный энергетический луч, когда она с любопытством ковыряется в нём заколкой. Её лицо остаётся изуродованным, а изо рта выползает насекомое. Вскоре после этого люди в лабораторных халатах увозят тело Мардж в фургоне «Silver Shamrock». Дэниел подслушивает, как техники завода говорят Кохрану, что это была «осечка». На следующее утро Дэниел и Элли осматривают завод, и Элли находит машину отца, охраняемую мужчинами в костюмах, которые не дают ей приблизиться к ней. Они убегают и звонят властям, но Дэниел не может связаться ни с кем за пределами города по телефону. Элли похищают и увозят на фабрику; Дэниел следует за ними и попадает в плен к людям в костюмах, которые оказываются андроидами, созданными Кохраном.
Кокран отводит Дэниела в комнату управления «окончательной обработки» и раскрывает свой план: микрочипы на каждой маске содержат фрагмент украденного им камня из Стоунхенджа. После просмотра рекламного ролика «Большой подарок» микрочипы на масках активируются, убивая тех, кто их носит, порождая рой насекомых и змей, исходящих из их тел, также убивающих всех, кто находится поблизости. Тем временем Тедди, помощник коронера больницы, которой Дэниел доверил расследовать взрыв машины, убита андроидом.
Кокран запирает Дэниела в комнате в маске и объясняет своё намерение воскресить древние языческие ритуалы принесения в жертву детей в эпоху Самайна из его родных кельтских земель. Дэниел освобождается от уз и спасает Элли. Он пробирается в комнату управления, активирует рекламу на экранах и сбрасывает коробку с медальонами с потолочной балки, убивая всех. Затем Кокран также погибает от руны Стоунхенджа, что приводит к сильному пожару, уничтожающему фабрику. Во время бегства на Дэниела нападает Элли, оказавшаяся дубликатом-андроидом. Борьба приводит к автокатастрофе, после чего он уничтожает дубликат Элли шиномонтажным станком. Дэниел бежит в магазин Уолтера, где судорожно обзванивает различные телевизионные сети, чтобы убедить их прекратить трансляцию рекламы. Два канала прерывают трансляцию, но третий канал не может этого сделать, и Дэниел кричит в трубку, умоляя их прервать эфир.

## В ролях
- Том Аткинс — Дэниэл Чэллис, доктор
- Стейси Нелкин[англ.] — Элли Гримбридж
- Дан О'Херлихи — Конэл Кохран
- Майкл Карри — Рафферти
- Ральф Стрейт — Бадди Капфер
- Джадин Барбор — Бэтти Капфер
- Бред Шактер — Бадди Капфер-младший
- Гарн Стивенс — Мардж Гаттман
- Нэнси Кайс — Линда Чэллис
- Джонатан Терри — Старкер
- Эл Барри — Гарри Гримбридж
- Уэндди Уэссберг — Тэдди
- Эссекс Смит — Уолтер Джонс
- Мэйди Норман — Сестра Агнес
- Джон МакБрайд — шериф
- Пэдди Эдвардс[англ.] — секретарша Кохрана
- Джейми Ли Кёртис — голос диктора комендантского часа и Голос оператора телефонной связи (озвучивание, в титрах не указана)

Дик Уорлок, сыгравший Майкла Майерса в «Хэллоуин II», сыграл андроида-убийцу.
Томми Ли Уоллес, режиссёр фильма, исполнил небольшую роль ведущего новостей.

## Производство
Когда к сценаристам оригинального фильма обратились по поводу создания третьего фильма о «Хэллоуине», Джон Карпентер и Дебра Хилл неохотно взяли на себя обязательства. Карпентер и Хилл согласились участвовать в новом проекте только в том случае, если это не будет прямым продолжением «Хэллоуина II», что означало, что Майкл Майерс не будет в центре внимания фильма. Ирвин Ябланс и Мустафа Аккад, которые продюсировали первые два фильма, выделили на «Хэллоуин III» бюджет в 2,5 миллиона долларов.
Художник по спецэффектам Дон Пост из «Post Studios» разработал латексные маски для фильма, которые включали в себя светящийся в темноте череп, лимонно-зелёную ведьму и оранжевый фонарь-тыкву с дневным светом. Хилл сказала Алджану Харметцу: "У нас точно не было много денег на такие вещи, как реквизит, поэтому мы спросили Поста, который предоставил форму Маски для более раннего «Хэллоуина» [II] «… можем ли мы договориться?». Маски черепа и ведьмы были адаптацией стандартных масок «Post Studios», но Фонарь-Джека был создан специально для «Хэллоуина III». Пост связал маски из фильма с популярностью масок в реальном мире:
В каждом обществе во все времена были свои маски, которые соответствовали настроению общества, от бала-маскарада до клоунов и грима. Люди хотят разыграть чувство внутри себя: злое, грустное, счастливое, старое. Возможно, это печальный комментарий к современной Америке, что маски ужасов являются бестселлерами.
Большая часть съёмок проходила на натуре в небольшом прибрежном городке Лолета, штат Калифорния. Завод по розливу молока «Familiar Foods» в Лолете служил фабрикой новинок «Silver Shamrock», но все спецэффекты, связанные с огнём, дымом и взрывами, были сняты в «Post Studios».

### Сценарий
Продюсеры наняли британского писателя-фантаста Найджела Нила для написания оригинального сценария главным образом потому, что Карпентер восхищался его серией «Quatermass». Нил сказал, что в его сценарий не входил «ужас ради ужаса». Он добавляет: «Основная история была связана с обманом, психологическими потрясениями, а не физическими». Найл утверждает, что киномагнату Дино Де Лаурентису, владельцу прав на распространение фильма, это не понравилось, и он заказал больше графического насилия и запёкшейся крови. Хотя большая часть сюжета осталась прежней, изменения вызвали недовольство Нила, и он попросил убрать его имя из титров. Затем режиссёру Томми Ли Уоллесу было поручено доработать сценарий. В интервью он объяснил, в каком направлении Карпентер и Хилл хотели создать серию «Хэллоуин», заявив: «Мы намерены создать антологию из серии, что-то вроде „Ночной галереи“ или „Сумеречной зоны“, только, конечно, в гораздо большем масштабе». Каждый год выходил новый фильм, посвящённый какому-то аспекту сезона Хэллоуина.
Хилл сказала журналу «Фангория», что фильм должен был быть «фильмом о капсулах, а не о ножах». Таким образом, Уоллес черпал вдохновение из другого фильма о капсулах: «Вторжение похитителей тел» Дона Сигела (1956). Вымышленный город Санта-Мира изначально был местом действия «Вторжения похитителей тел» и назван таковым в «Хэллоуин III» в знак уважения к фильму Сигела. Аспекты сюжета также оказались очень похожими, такие как «похищение» тел и замена их андроидами. Подзаголовок «Хэллоуина III» взят из второго фильма Джорджа А. Ромеро «Время ведьм» (1973), также известного как «Голодные жены», но сюжет не имеет никакого сходства с историей домохозяйки Ромеро, которая оказывается вовлечённой в колдовство.

### Кастинг
Актёрский состав «Хэллоуин III: Сезон ведьмы» состоял в основном из характерных актёров, чьи предыдущие актёрские роли включали эпизодические роли в различных телесериалах. Исключениями были Том Аткинс и актёр-ветеран Дан О'Херлихи. Сыграв хирурга Дэниела «Дэна» Чаллиса, Аткинс появился в нескольких фильмах Джона Карпентера до Хэллоуина III. Аткинс сыграл Ника Касла в «Тумане» (1980) и Реме в «Побеге из Нью-Йорка» (1981). В качестве приглашённой звезды Аткинс снимался в таких телесериалах, как «Гарри О», «Досье детектива Рокфорда» и «Лу Грант». Он сказал журналу «Фангория», что ему нравится быть героем; как опытный актёр ужасов, он добавил: «Я бы не прочь сделать целую карьеру, снимаясь только в фильмах ужасов». После «Хэллоуина III» Аткинс продолжал играть второстепенные роли в десятках фильмов и телесериалов.
Стейси Нелкин снялась в роли Элли Гримбридж, молодой женщины, чей отец убит «Серебряным Трилистником». Она получила роль после того, как визажист, работавший над фильмом, рассказал ей о прослушиваниях. В интервью Нелкин так прокомментировала свой характер: «Элли была очень отважной и волевой. Хотя мне нравится думать, что у меня есть эти черты, она была написана такой в сценарии». Нелкин считала для себя «честью» играть преемника Джейми Ли Кёртис. По словам Роджера Эберта, выступление Нелкин было «единственной спасительной милостью» в фильме. Эберт объяснил: «У неё один из тех богатых голосов, который вы желали бы слышать больше и в лучшей роли… Жаль, что она играет свою последнюю сцену без головы». До своей роли Грумбридж Нелкин была одной из главных героинь фильма 1980 года «Вверх по академии», в котором также снялся Ральф Маччио. После «Хэллоуина III» Нелкин продолжила работать в качестве характерной актрисы на телевидении.
Ирландский актёр-ветеран Дан О’Херлихи получил роль Конала Кохрэна, владельца «Серебряного трилистника» и ведьма из названия фильма (3000-летнего демона по оригинальному сценарию Нила). О’Херлихи сыграл около 150 ролей, прежде чем снялся в роли ирландского обманщика, и был номинирован на премию «Оскар» за роль в фильме «Приключения Робинзона Крузо» (1954). Он снялся ещё в двадцати фильмах и телесериалах до своей смерти в 2005 году. О’Херлихи признался в интервью журналу «Starlog», что готовый фильм не произвёл на него особого впечатления. Когда его спросили, что он думает о работе в фильме ужасов, О’Херлихи ответил: «Всякий раз, когда я использую корковый акцент, я хорошо провожу время, и я использовал корковый акцент в [Хэллоуин III]. Мне очень понравилась эта роль, но я не думал, что это была большая картина, нет». Два члена актёрского состава второго плана не были новичками в сериале «Хэллоуин». Нэнси Кайс сыграла бывшую жену Чаллиса Линду; она появилась в первых двух фильмах о Хэллоуине в роли неразборчивой в связях подруги Лори Строуд Энни Брэкетт. Исполнитель трюков Дик Уорлок появляется в эпизодической роли андроида-убийцы. Ранее Уорлок снялся в роли Майкла Майерса в фильме «Хэллоуин II». Джейми Ли Кёртис также озвучивала некредитованные роли диктора комендантского часа в Санта-Мире и телефонного оператора. Томми Ли Уоллес также предоставил некредитованную озвучку в качестве коммерческого диктора «Silver Shamrock».

### Постановка
Джо Данте первоначально был нанят режиссёром, но уволился, чтобы снять часть фильма «Сумеречная зона: Фильм» всего за несколько недель до того, как 19 апреля 1982 года должны были начаться основные съёмки. Фильм стал режиссёрским дебютом Томми Ли Уоллеса, хотя он и не был новичком в сериале «Хэллоуин». Уоллес был художественным руководителем и дизайнером-постановщиком оригинального фильма Джона Карпентера «Хэллоуин», и ранее он отказался от режиссуры «Хэллоуина II» в 1981 году. После «Хэллоуина III» Уоллес снял другие фильмы ужасов, такие как «Ночь страха 2» (1988), «Вампиры 2: День мёртвых» (2002) и мини-сериал «Оно» (1990), телевизионная адаптация романа Стивена Кинга. Несмотря на разногласия между Уоллесом и оригинальным сценаристом Найджелом Найлом, актёры сообщили, что Уоллес был подходящим режиссёром для работы. Стейси Нелкин сказала одному интервьюеру: «Съёмки в целом были весёлыми, гладкими и с отличной группой людей для работы. Томми Ли Уоллес был невероятно полезен и открыт для обсуждения вопросов диалога или характера».
Хотя третий фильм отошёл от сюжета первых двух фильмов, Уоллес попытался соединить все три фильма вместе с помощью определённых стилистических тем. В первом названии фильма изображён цифровой анимированный Фонарь-Джека, очевидная отсылка к Фонарям-Джека, которые появились в начальных титрах «Хэллоуина» и «Хэллоуина II». Фонарь-Джека Уоллеса также является катализатором в рекламе «Серебряного трилистника», который активирует маски. Ещё одна стилистическая отсылка к оригинальному фильму содержится в сцене, где доктор Чаллис набрасывает маску на камеру слежения, из-за чего изображение на мониторе кажется выглядывающим через отверстия для глаз. Это отсылка к сцене, в которой молодой Майкл Майерс убивает свою сестру, надев маску клоуна. Наконец, фильм содержит краткую отсылку к своим предшественникам, включая несколько коротких сцен из первого Хэллоуина в телевизионную рекламу, которая предвосхищает показ фильма к предстоящему празднику как второстепенную историю в истории.
Использование Уоллесом запёкшейся крови служило иной цели, чем в «Хэллоуин II». По словам Тома Аткинса, «Эффекты в этом [фильме] не кровавые. Они скорее причудливы, чем отвратительны». Художник по спецэффектам и гриму Том Бирман согласился с этим, заявив в интервью: «Этот фильм действительно не для того, чтобы вызвать у людей отвращение. Это весёлый фильм, в котором много острых ощущений, а не много случайной беспричинной крови». Многие спецэффекты были призваны подчеркнуть тему розыгрыша, который придаёт остроту сюжету. Кинокритик «Нью-Йорк Таймс» Винсент Кэнби отмечает: «В фильме много тщательно выполненных, комически ужасных спецэффектов…» Кэнби был одним из немногих критиков того времени, который похвалил режиссуру Уоллеса: «Мистер Уоллесу явно нравятся клише, которые он пародирует, и он делает это со стилем».

### Музыка
Саундтрек был написан Джоном Карпентером и Аланом Ховартом, которые вместе работали над партитурой для «Хэллоуин II» и нескольких других фильмов. Музыка оставалась важным элементом в создании атмосферы «Хэллоуина III». Так же, как в «Хэллоуин» и «Хэллоуин II», не было симфонической партитуры. Большая часть музыки была написана для того, чтобы вызвать «ложный испуг» у зрителей.
Партитура «Хэллоуина III» сильно отличалась от знакомой основной темы оригинала и сиквела. Карпентер заменил знакомую фортепианную мелодию 10/8 электронной темой (9/16 против устойчивых 4/4), сыгранной на синтезаторе с пищащими тональностями. Ховарт объясняет, как он и Карпентер сочинили музыку для третьего фильма:
Музыкальный стиль Джона Карпентера и меня самого получил дальнейшее развитие в этом саундтреке к фильму, работая исключительно с синтезаторами для создания нашей музыки. Это привело к определённой процедурной рутине. Фильм сначала переносится на видеокассету с тайм-кодом и синхронизируется с 24-дорожечным мастер-аудиомагнитофоном; затем во время просмотра фильма мы сочиняем музыку к этим визуальным образам. Весь процесс проходит довольно быстро и приносит «мгновенное удовлетворение», позволяя нам оценивать результат синхронно с картинкой. Это совершенно бесценный актив.
Одним из наиболее запоминающихся аспектов саундтрека к фильму был джингл из рекламы маски «Silver Shamrock» на Хэллоуин. Поставленный на мотив «Лондонский мост рушится», рекламный ролик в фильме отсчитывает количество дней до Хэллоуина, начиная с восьмого дня, за которым следует голос диктора (Томми Ли Уоллес), призывающий детей приобрести маску из серебряного трилистника, чтобы надеть её в ночь Хэллоуина:
Ещё восемь дней до Хэллоуина,
Хэллоуина, Хэллоуина.
Ещё восемь дней до Хэллоуина,
Серебряный трилистник.

## Рецензии
«Хэллоуин 3: Сезон ведьм» получил в целом негативные отзывы. Обозреватель «Нью-Йорк Таймс» Винсент Кэнби изо всех сил пытался наложить определённый ярлык на содержание фильма. Он замечает: «„Хэллоуин III“ справляется с нелёгким подвигом быть анти-детским, антикапиталистическим, антителевизионным и антиирландским одновременно». С другой стороны, он говорит, что фильм «вероятно, настолько хорош, насколько любой жизнерадостный упырь мог бы пожелать». Другие критики были гораздо более решительны в своих оценках. Роджер Эберт из «Chicago Sun-Times» написал, что фильм был «дешёвым триллером с первого кадра. Это один из тех фильмов-фотороботов, собранных из знакомых частей из других, лучших фильмов». Тем не менее, он похвалил выступление Стейси Нелкин. Журнал «Cinefantastique» назвал фильм «безнадёжно запутанным месивом». Джейсон Пол Коллум указывает на отсутствие Майкла Майерса и нигилистическую концовку фильма как на причины, по которым фильм не понравился как рецензентам, так и зрителям. Джим Харпер назвал сюжет Уоллеса «глубоко ошибочным». Харпер утверждает: «Любой заговор, основанный на краже куска Стоунхенджа и тайной переправке его через Атлантику, с самого начала будет шатким». Он отметил: «В Соединённых Штатах четыре часовых пояса, поэтому у западного побережья есть четыре часа, чтобы убрать из эфира рекламу, вызывающую смертельное проклятие. Не самый лучший план». Харпер был не единственным критиком, не впечатлённым сюжетом. Роджер Эберт написал: «Каков план [Кокрэна]? Убить детей и заменить их роботами? Почему?».
Том Милн из «Time Out» дал более позитивный отзыв, назвав название «немного обманчивым, поскольку несокрушимый психопат первых двух фильмов здесь не играет никакой роли». В отличие от других критиков, Милн счёл новый сюжет освежающим: «Поскольку возможности персонажей [предыдущих фильмов о Хэллоуине] полностью исчерпаны, „Сезон ведьм“ с большей пользой превращается в удивительно изобретательную историю Найджела Нила о создателе игрушек и его дьявольском плане вернуть Хэллоуин к истокам культа ведьм».." Хотя Милн был недоволен тем, что оригинальный сценарий Нила был сокращён до «небольшого беспорядка»., он всё ещё верил, что конечный результат был «чрезвычайно приятным».
На «Rotten Tomatoes» фильм получил рейтинг одобрения 48 % и среднюю оценку 5,2 из 10, основанную на 33 отзывах. Консенсус сайта гласит: «Несмотря на похвальное отклонение от формулы сериала, „Хэллоуин 3: Сезон ведьм“ предлагает ничтожные острые ощущения и сомнительный сюжет». На «Metacritic» он получил оценку 50 %, основанную на отзывах 11 критиков, что указывает на «смешанные или средние отзывы».
Журналист «PopMatters» Дж. Си Марк III написал, что в фильме «нет серийных убийц или слэшеров любого рода… Тем не менее, это могло бы быть несколько интересным или, по крайней мере, не заслуживающим осуждения, если бы фильм был хоть сколько-нибудь хорош. Это не. Почти каждый раз, когда дело доходит до того, что мы действительно можем погрузиться в фильм, режиссёр Томми Ли Уоллес вставляет что-то банальное вроде… о, как сцена обезглавливания человека, которая показывает, как много продюсеры вложили в латекс. Серьёзно, не могли бы спецэффекты выглядеть немного более фальшиво, пожалуйста? Я как раз подходил к тому моменту, когда почти мог отличить роботов от реальных людей… то, что реальный человек выглядит фальшивее, чем нос Майкла Джексона, снова приводит меня в блаженное замешательство».
Учёные считают, что фильм полон критики американского общества конца 20-го века; историк Николас Роджерс указывает на антикорпоративное послание, в котором успешный в остальном бизнесмен становится «странно иррациональным» и стремится «продвигать более роботизированное будущее для торговли и производства». «Астрологические навязчивые идеи Кокрэна или психотическая ненависть к детям взяли верх над его деловым чутьём». Тони Уильямс утверждает, что сюжет фильма означал результаты «победы патриархального корпоративного контроля». В аналогичном ключе Мартин Харрис пишет, что «Хэллоуин III» содержит «постоянный циничный комментарий к американской потребительской культуре». Расстроенный коммерциализацией праздника Хэллоуин, Кокран использует «ту самую среду, которую он ненавидит, как оружие против самого себя». Харрис также обсуждает в фильме другие критические замечания крупного бизнеса, в том числе безработицу среди местных рабочих и снижение качества продукции массового производства.

### Прокат
«Хэллоуин III: Сезон ведьм» открылся в 1297 кинотеатрах Соединённых Штатов 22 октября 1982 года и заработал 6 333 259 долларов в первый уик-энд. Как и его предшественник, фильм был распространён через «Universal» итальянским продюсером Дино Де Лаурентисом. В Соединённых Штатах он собрал в общей сложности 14 400 000 долларов, но это был худший фильм о Хэллоуине в то время. Несколько других фильмов ужасов, премьера которых состоялась в 1982 году, показали гораздо лучшие результаты, в том числе «Полтергейст» (76 606 280 долларов), «Пятница, 13-я часть III» (34 581 519 долларов) и «Калейдоскоп ужасов» (21 028 755 долларов).

### Арт-объект
В 1983 году Эдд Риверия, дизайнер театральной афиши фильма, получил номинацию на премию «Сатурн» от Академии научной фантастики, фэнтези и фильмов ужасов США за лучший постер, но проиграл работе Джона Элвина «Инопланетянин» (1982). На плакате Риверы было изображено демоническое лицо, опускающееся на трёх выпрашиватилей сладостей. Позже его работы были представлены на обложке журнала «Fangoria» в октябре 1982 года. Стилизованное лицо на театральной афише на самом деле является искажённым изображением маски ведьмы, которая появляется в фильме. Изображение выпрашиватилей сладостей похоже на кадр из фильма, в котором дети в Фениксе, штат Аризона, силуэтно прогуливаются на фоне красного заката.

### Мерчандайзинг
В рамках рекламной кампании продюсеры попросили не публиковать массовое производство масок «череп», «ведьма» и «Фонаря-Джека». Продюсеры предоставили Посту эксклюзивные права на мерчендайзинг в рамках его контракта на работу над фильмом, и «Post Studios» уже успешно продавала маски для классических фильмов «Universal Monsters», «Планета обезьян» (1968), «Звёздные войны» (1977) и «Инопланетянин» (1982). Пост использовал оригинальные формы для масок в фильме для массового производства масок для розничной продажи. Он предположил: «Поскольку маски настолько важны для фильма, они могут стать культовым предметом, и фанаты захотят надеть их, когда пойдут смотреть фильм». Пост также продемонстрировал изготовление масок для тура по студии «Universal Studio» в Голливуде. Маски продавались по цене 25 долларов, когда они наконец появились в магазинах. В октябре 2019 года NECA объявила, что выпустит три 8-дюймовые фигурки «Тыквы», «Ведьмы» и «Черепа», которые были выпущены в марте 2020 года.

### Выпуск на VHS и DVD
Позже «Хэллоуин III: Сезон ведьм» был выпущен на VHS, «Capacitance Electronic Disc» и «LaserDisc» в 1983 году «MCA /Universal Home Video» и «Goodtimes Home Video» в 1996 году. DVD-версии были распространены «Goodtimes» в 1998 году, «Universal» в 2002 году и в виде двухдискового «Universal double feature» с «Хэллоуин II» в 2007 году. Фильм был впервые выпущен на Blu-ray 18 сентября 2012 года от «Shout! Factory», содержащий те же специальные функции, что и их коллекционное издание DVD, которое включает комментарии, документальный фильм, трейлеры и фотогалереи. «Universal» выпустила Blu-ray-версию фильма 11 августа 2015 года. Релиз Ultra HD Blu-ray был выпущен под лейблом «Scream Factory» от «Shout!» 5 октября 2021 года.

### Новелизация
Сценарий был адаптирован в качестве новеллизации в мягкой обложке в 1982 году писателем ужасов Деннисом Этчисоном, который также написал новеллизацию «Хэллоуин II», написанную под псевдонимом Джек Мартин. Книга была переиздана в 1984 году. Хотя в фильме Кокран, по-видимому, умирает, новеллизация подразумевает, что он, возможно, выжил, поскольку магия Стоунхенджа перенесла его прочь. В то время как фильм оставляет открытым вопрос о том, смог ли Чаллис заставить третью сеть снять смертельную рекламу «Серебряного трилистника», в книге убедительно утверждается, что он потерпел неудачу, поскольку дети умирают с криком.

### Наследие
В фильме 2011 года «Жизнь» трио выпрашиватилей сладостей, одетых в три маски из «Хэллоуина III», проходят мимо автомобиля, в котором один пассажир поёт песню «Серебряный трилистник».
В американском фильме 2014 года «Гость» финальная битва происходит внутри средней школы, украшенной к Хэллоуину некоторыми декорациями, основанными на масках из «Хэллоуина III», висящих на стене.
В фильме о Хэллоуине 2018 года трио выпрашиватилей сладостей кратко показано в трёх дизайнах масок из «Хэллоуина III». Маски снова появляются в «Хэллоуин убивает», на этот раз с прикреплёнными серебряными медальонами в виде трилистника, видимыми на тыльной стороне масок.
Немецкая спид-метал группа «Helloween», использовавшая образы на тему Хэллоуина, адаптировала песенку «Серебряный трилистник» из фильма, используя её, например, в качестве вступления к своему дебютному полноформатному студийному альбому 1985 года «Walls of Jericho».

## Дальнейшее чтение
- Maxford, Howard (1996), От А до Я из фильмов ужасов, Batsford, ISBN 9780713479737
- Paul, Louis (2007), Сказки из культового фильма "Окопы", McFarland, ISBN 9780786484027
- Hanke, Ken (2013), Критическое руководство по серии фильмов ужасов, Routledge Library Editions: Cinema, ISBN 9781317928829
- Collum, Jason Paul (2004), Нападение убийцы Би: Интервью с 20 культовыми киноактрисами, McFarland, ISBN 9780786480418
- Counelis, Paul (2011), 25 недооцененных фильмов ужасов (и "Экзорцист"), Lulu.com, ISBN 9781105139321
- Muir, John Kenneth (2012), Фильмы ужасов 1980-х годов, McFarland, ISBN 9780786455010
- Maltin, Leonard (2014), Путеводитель Леонарда Малтина по фильмам 2015 года, Penguin, ISBN 9780698183612
- Erickson, Hal (2012), Военные комедийные фильмы: Критический обзор и фильмография голливудских релизов с 1918 года, McFarland, ISBN 9780786492671
- Willis, Donald C. (1984), Фильмы ужасов и научно-фантастические фильмы III, Scarecrow Press, ISBN 9780810817234

«The Mask Factor» by Michael Gingold, Fangoria magazine #317, October 2012, pages 60-62. Interview of Stacey Nelkin regarding her role in the film, Halloween III: Season of the Witch, conducted at the 2011 Monster-Mania Con, New Jersey. Three-page article has seven photos, four of Nelkin, one of her taken at the Con.